# جون موران
جون موران (بالإنجليزية: John Moran)‏ هو عسكري أمريكي، ولد في 1830 في مين في الولايات المتحدة، وتوفي في 1905.